# 5046 Carletonmoore
5046 Carletonmoore eller 1981 DQ är en asteroid i huvudbältet som upptäcktes den 28 februari 1981 av den amerikanska astronomen Schelte J. Bus vid Siding Spring-observatoriet. Den är uppkallad efter Carleton B. Moore.
Asteroiden har en diameter på ungefär 6 kilometer.